# Primera Divisió
Primera Divisió je soutěž ve fotbale, ve které proti sobě nastupuje 8 profesionálních týmů z Andorry. Liga byla založena v roce 1995.
Všechny týmy v lize využívají dvou stadionů: Estadi Comunal d'Andorra la Vella a Estadi Comunal d'Aixovall.

## Nejlepší kluby v historii - podle počtu titulů
| Vítězové nejvyšší ligové soutěže |        |                                                                              |
| Klub                             | Tituly | Vítězné ročníky                                                              |
| FC Santa Coloma                  | 13     | 1995, 2001, 2003, 2004, 2008, 2010, 2011, 2014, 2015, 2016, 2017, 2018, 2019 |
| Inter Escaldes                   | 4      | 2020, 2021, 2022, 2025                                                       |
| Principat                        | 3      | 1997, 1998, 1999                                                             |
| Sant Julià                       | 2      | 2005, 2009                                                                   |
| Lusitanos                        | 2      | 2012, 2013                                                                   |
| Encamp                           | 2      | 1996, 2002                                                                   |
| Rànger's                         | 2      | 2006, 2007                                                                   |
| Atlètic Escaldes                 | 1      | 2023                                                                         |
| Constel·lació Esportiva          | 1      | 2000                                                                         |
| UE Santa Coloma                  | 1      | 2024                                                                         |

## Mistři
- 1995/96:  Encamp (1. titul)
- 1996/97:  Principat (1)
- 1997/98:  Principat (2)
- 1998/99:  Principat (3)
- 1999/00:  Constel·lació (1)
- 2000/01:  Santa Coloma (1)
- 2001/02:  Encamp (2)
- 2002/03:  Santa Coloma (2)
- 2003/04:  Santa Coloma (3)
- 2004/05:  Sant Julià (1)
- 2005/06:  Rànger's (1)
- 2006/07:  Rànger's (2)
- 2007/08:  Santa Coloma (4)
- 2008/09:  Sant Julià (2)
- 2009/10:  Santa Coloma (5)
- 2010/11:  Santa Coloma (6)
- 2011/12:  Lusitanos (1)
- 2012/13:  Lusitanos (2)
- 2013/14:  Santa Coloma (7)
- 2014/15:  Santa Coloma (8)
- 2015/16:  Santa Coloma (9)
- 2016/17:  Santa Coloma (10)
- 2017/18:  Santa Coloma (11)
- 2018/19:  Santa Coloma (12)
- 2019/20:  Inter Escaldes (1)
- 2020/21:  Inter Escaldes (2)
- 2021/22:  Inter Escaldes (3)
- 2022/23:  Atlètic Escaldes (1)
- 2023/24:  Santa Coloma (1)
- 2024/25:  Inter Escaldes (4)